# Maisonsgoutte
Maisonsgoutte – miejscowość i gmina we Francji, w regionie Grand Est, w departamencie Dolny Ren.
Według danych na rok 1990 gminę zamieszkiwało 789 osób, 162 os./km².